# Marta Söderberg
Marta Söderberg, född 1980, är en svensk författare av ungdomsböcker. Hon har skrivit böcker inom både realism och fantastik.

## Biografi
Söderberg växte upp i Strängnäs. Hon drömde som ung aldrig om att bli författare, utan ansåg till och med att både författare och psykologer var onödiga, och hon började skriva först i vuxen ålder. Hon har även studerat juridik och psykologi vid Göteborgs universitet.

### Författarskap
Söderberg debuterade 2009 på Bonnier Carlsen bokförlag med ungdomsromanen Sista chansen, som handlar om fjortonåriga Jacky som blir omhändertagen och placerad enligt LVU. Söderberg började skriva på boken sommaren 2006 och har själv flera års erfarenhet av ungdomsvård.
Hennes andra bok, Ramona, är socialrealistisk och handlar om självskadebeteende. Romanens huvudperson, med samma namn som titeln, har i flera år varit inlagd på behandlingshem. När berättelsen börjar är Ramona femton år, har flyttat hem till sin pappa och ska försöka hitta in i ett vardagsliv. Frida Samsonovits på Expressen formulerade det i en recension som att huvudpersonen befinner sig "utanför vården men ändå fortfarande innanför krisen" och Samsonovits skrev vidare att Ramona trots sitt mörker är en "inte sällan humoristiskt skildrad historia, tempofylld och intensiv dessutom". Boken blev först refuserad av flera förlag, då förlagen ansåg att den var för mörk. Söderberg trodde länge att boken aldrig skulle bli utgiven, något som gjorde att hon skrev sporadiskt och arbetade om Ramona en handfull gånger.
Med den tredje boken, Athena, bytte Söderberg genre och skrev en dystopi om framtiden där samhället inte längre fungerar. 
Hon bytte även skrivprocess; både på grund av tidsplan och större persongalleri var Söderberg tvungen att skriva mer disciplinerat och strukturerat. Att skriva transportsträckor är något Söderberg tycker är mycket tråkigt, men det är även en av anledningarna till att hon började skriva Athena, som en utmaning för att se om hon skulle klara av det. Efter att boken publicerats fick den ett annat bemötande än vad författaren trott och hon insåg att bemötandet skiljer sig mellan genrer. Till Athena fick Söderberg inspiration ifrån både filmen och tv-serien Nikita.
Söderbergs fjärde roman, Tankar mellan sött och salt handlar om Moa som går i högstadiet. Moa är ensam och utanför, dagdrömmer om Edward Cullen och försöker undvika att tänka på något obehagligt som hände under sommaren innan skolan började. Titeln är inspirerad av Lasse Berghagens visa Stockholm i mitt hjärta.
| ”                 | När man skriver om svåra ämnen får man som författare ofta frågan om hur mycket som är självupplevt. Och om man inte får frågan rakt ut antyds den i recensioner. Detta gjorde mig otroligt frustrerad i början eftersom ingen av mina böcker är direkt självupplevda. | „ |
| – Marta Söderberg | |   |